# Grupo de Información en Reproducción Elegida
El Grupo de Información en Reproducción Elegida (GIRE) es una organización no gubernamental de derechos reproductivos fundada en 1992. Difunde información científica y laica sobre el aborto en México para posicionarlo como tema de interés público, salud pública y justicia social.
Además del tema de aborto, desde 2011 impulsa temas relacionados con los derechos humanos como anticoncepción, violencia obstétrica, muerte materna, reproducción asistida y conciliación de la vida laboral con la personal.

## Actividades
Trabaja seis temas prioritarios (anticoncepción, aborto, violencia obstétrica, muerte materna, reproducción asistida y conciliación de la vida laboral con la personal) desde una perspectiva feminista y de derechos humanos. Si bien el foco de su trabajo es la discriminación por sexo y/o género que sufren las mujeres y niñas en México, en su búsqueda por la justicia reproductiva reconoce que esto se cruza con otras formas de discriminación, como clase social, edad o etnia. Además, reconoce que la discriminación que enfrentan las mujeres no solamente las afecta a ellas, sino a la sociedad en su conjunto y a su comunidad, en particular a sus familias.
El trabajo de GIRE se concentra en acompañamiento legal, estrategias de comunicación, la exigencia de una reparación integral de casos de violaciones a derechos reproductivos que incluya medidas de no repetición, tanto a nivel federal como local, y la documentación de datos duros que sustenten su labor en el contexto nacional y los más altos estándares internacionales. 

### Informes[2]
- 2018, La pieza faltante. Justicia Reproductiva: Al día de hoy, en México no existen condiciones que permitan a las mujeres decidir sobre su vida reproductiva: hay elevados números de niñas y adolescentes embarazadas, afectadas por un contexto grave de violencia sexual que el Estado sigue fallando en remediar; obstáculos de acceso a servicios como anticoncepción de emergencia y aborto por violación; criminalización de las mujeres que abortan; violencia obstétrica cotidiana durante el embarazo, parto y posparto y mujeres que mueren en el parto por causas prevenibles, dejando familias atrás.
- 2018, 51%: Una agenda para la igualdad: Es hora de recordar que las mujeres en México somos el 51.4%. Más de la mitad de la población. Por lo que estamos muy lejos de ser una minoría. Sin duda, la violencia que experimentamos nos pone en una situación de vulnerabilidad, pero dado que es un fenómeno multidimensional, el camino para hacerle frente a esta violencia debe ser la transversalización de la perspectiva de género. De modo que todas las políticas, acciones, programas e instituciones de gobierno tengan un enfoque de género.
- 2018, Maternidad o Castigo: La criminalización del aborto en México es la materialización de la idea de que la maternidad es la función obligatoria de las mujeres; idea que continúa permeando no sólo la cultura sino todas las instituciones del Estado y que representa una violación a los derechos humanos.
- 2017, Prohibir sin Proteger: El matrimonio adolescente en México: La relación comúnmente atribuida entre embarazo adolescente, deserción escolar y matrimonio no refleja la situación del país, ni las respuestas integrales que pueden llevarse a cabo si se busca atender estos fenómenos. Los datos en México son claros: primero, las edades de los contrayentes cuando uno es menor de edad no son tan dispares; segundo, el principal motivo por el cual las jóvenes abandonan la escuela no es el matrimonio, sino la falta de recursos; y, tercero, las adolescentes casadas presentan menores índices de embarazo que las solteras y las que viven en unión libre. Para atender el embarazo adolescente, en cambio, se requieren medidas para la prevención de la violencia, el acceso a métodos anticonceptivos y al aborto legal y seguro.
- 2017, Gestación Subrogada en México: Resultados de una Mala Regulación: Para la elaboración de este informe se realizaron solicitudes de acceso a la información pública y se sistematizaron los casos sobre gestación subrogada que GIRE ha registrado, documentado y litigado desde 2014; además de un exhaustivo análisis de las normas locales y federales relacionadas con el tema. Todo ello con el propósito de brindar un panorama más claro sobre la situación en México y contribuir a una discusión más objetiva que permita cuestionar y eliminar prejuicios al respecto. A través de esta investigación se identificó una situación de regulación local deficiente en materia de gestación subrogada, ausencia de regulación federal en materia de reproducción asistida y múltiples violaciones a derechos humanos, incluidos el derecho a la no discriminación, el derecho a la seguridad jurídica y el derecho a la identidad.
- 2017, Horas Hábiles: El presente diagnóstico tiene como objetivo presentar un panorama de la situación en México respecto de la conciliación y la corresponsabilidad en la vida laboral y la vida personal y familiar. Para ello se realizó una investigación, sistematización y análisis del marco normativo y de las políticas públicas, así como de buenas prácticas en la materia. Para la elaboración del diagnóstico se contó con fuentes documentales: instrumentos y resoluciones internacionales, leyes y normas administrativas federales y locales, un caso documentado por GIRE, datos estadísticos y otros obtenidos a través de solicitudes de acceso a la información pública. El periodo cubierto por las solicitudes de información abarca del 1 de enero de 2010 al 31 de diciembre de 2015. La recepción y sistematización de respuestas, así como la investigación y documentación de todo el diagnóstico, se llevó a cabo hasta el 31 de diciembre de 2016.
- 2016, Violencia sin interrupción: A través de solicitudes de acceso a la información realizadas desde GIRE, se obtuvo que de enero de 2009 al 30 de junio de 2016, se han recibido 70,630 denuncias por violación sexual en las procuradurías generales de justicia locales y la Procuraduría General de la República; tales cifras contrastan con el número de procedimientos de aborto por violación que las secretarías de salud locales, IMSS e ISSSTE reportan haber realizado durante el mismo periodo: tan sólo 61.
- 2015, Violencia Obstétrica: Un enfoque de Derechos Humanos: Esta publicación describe a detalle la situación en México respecto al fenómeno de la violencia obstétrica en el periodo que comprende de 2012 a 2015. Tras una investigación exhaustiva, el Grupo de Información en Reproducción Elegida presenta los resultados y las posibles soluciones a la violencia obstétrica, siempre pensando en las mujeres, pero a sabiendas de que el personal de salud y el Estado podrían resultar beneficiados.
- 2015, Niñas y Mujeres sin Justicia: Derechos Reproductivos en México: Da continuidad a la información presentada en el informe Omisión e indiferencia mediante la actualización de cifras, estadísticas y casos registrados, documentados y litigados por GIRE e integrantes de Radar 4° hasta mayo de 2015. El informe ofrece un enfoque más especializado de los seis temas que GIRE ha definido como prioritarios para su trabajo: anticoncepción, aborto legal y seguro, violencia obstétrica, muerte materna, reproducción asistida, y vida laboral y reproductiva.
- 2013, Omisión e Indiferencia. Derechos Reproductivos en México: Este informe tiene como finalidad mostrar una radiografía de la situación de los derechos reproductivos en México, a partir del análisis de los seis temas que GIRE ha definido como prioritarios para su trabajo: anticoncepción, aborto legal y seguro, violencia obstétrica, muerte materna, reproducción asistida, y vida laboral y reproductiva.

### Casos acompañados
- Paulina: adolescente a la que se le negó un aborto por violación. GIRE fue parte de las organizaciones que participaron en su defensa.
- Irma: mujer mazateca víctima de violencia obstétrica. Su caso popularizó el término en la prensa y visibilizó ante el público esta problemática.
- María Ligia: mujer maya de 41 años que falleció a las 20 semanas de embarazo por presunta negligencia por parte del Estado mexicano.
- Marimar: adolescente a la que el estado de Morelos le negó un aborto por violación. La Suprema Corte reconoció que se violaron sus derechos y que se debía de reparar el daño.[3][4][5][6]

## Premios y reconocimientos
- 2017, Premio Franco Alemán de Derechos Humanos Gilberto Bosques
- 2007, Premio Hermila Galindo, otorgado por la Comisión de Derechos Humanos de la Ciudad de México
- 2004, Premio C. Lalor Burdick, que otorga la National Abortion Federation. [7][8][9]